# Cryme Tyme

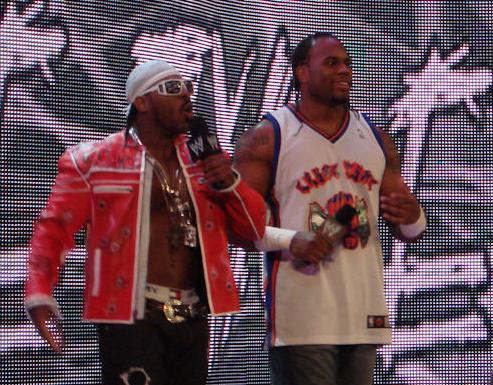
Cryme Tyme em uma aparição na RAW.

Cryme Tyme foi uma dupla de wrestling profissional que competia na WWE. Era formada por JTG e Shad Gaspard.

## Carreira
A dupla estreou no programa RAW em outubro de 2006.. A gimmick da dupla eram dois "malandros" que muitas vezes vendiam objetos pessoais de outros lutadores para ganhar dinheiro. 
A partir da estréia, a dupla venceu vários combates em sequência, até ser derrotada por Charlie Haas e Shelton Benjamin em janeiro de 2007.
Após alguns combates, a dupla entrou numa disputa com os (na época) campeões mundiais Lance Cade e Trevor Murdoch. Porém, num show não televisionado, após terem sido desclassificados pelo árbitro, executaram nele seu movimento especial. Isso enfureceu a diretoria da WWE, já que árbitros não são treinados para receber esses golpes. Com isso, a dupla teve seus contratos encerrados em setembro de 2007.

### Retorno à WWE
Em março de 2008, Shad e JTG foram recontratados e voltaram a lutar no RAW, com uma vitória sobre Lance Cade e Trevor Murdoch.

### Fim da Cryme Tyme
Em uma edição da WWE Friday Night SmackDown Cryme Tyme luta e perde rapidamente para John Henigan e Ron Killings.Resultado:Shad pega JTG e o ataca.Logo após,Shad anuncia para o entrevistador Josh Matthews que Cryme Tyme acabou dizendo:Não existe Cryme Tyme.Agora é MEU TEMPO.Na SmackDown seguinte Shad vai ao ringue e diz a mesma coisa,só que JTG aparece e Shad o chuta.No Extreme Rules JTG consegue uma vitória sobre Shad numa Strap Match.